# Pont de Yangpu
Le pont de Yangpu (chinois simplifié : 杨浦大桥 ; chinois traditionnel : 楊浦大橋 ; pinyin : Yángpǔ Dàqiáo), franchit la rivière Huangpu à Shanghai en Chine, il fait partie des plus grands ponts à haubans du monde avec une travée centrale de 602 mètres.

## Descriptif
Le pont supporte la Inner Ring Road qui mène du district de Yangpu (Puxi) à la nouvelle zone du district de Pudong, avec six voies de circulation (3 dans chaque direction) et deux trottoirs, plus de 5000 véhicules par heure l'empruntent avec un total de près de 100 000 véhicules par jour en 2006. Ses deux pylônes atteignent 223 m de hauteur et le tirant d'air est de 48 m, une nécessité due à la navigation fluviale très importante de Shanghai.
Il a été conçu par le Shanghai Municipal Engineering Design Institute, Shanghai Urban Construction College, et par Shanghai Urban Construction Design Institute, avec l'aide de Holger S. Svensson, sa construction a été prise en charge par la Compagnie du pont de Shanghai Huangpujiang Engineering Construction company.
Le pont n'était pas à l'origine peint en rouge, il a été recouvert de peinture rouge pour le millénaire. Le nom Pont Yangpu (杨浦 大桥) inscrit sur chaque pylône est issu du graphisme de Deng Xiaoping.
Il a été achevé en septembre 1993 et a ouvert en octobre.

## Galerie

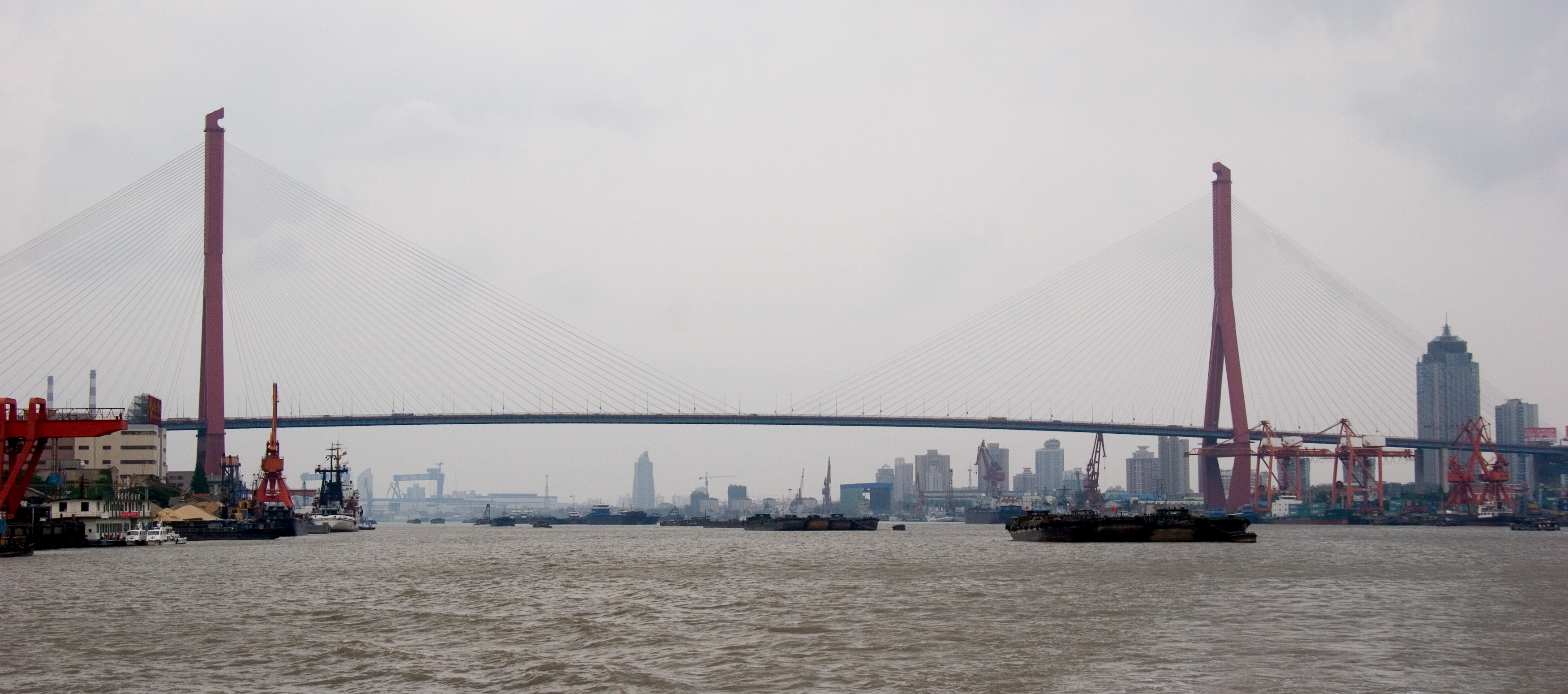
Vue générale
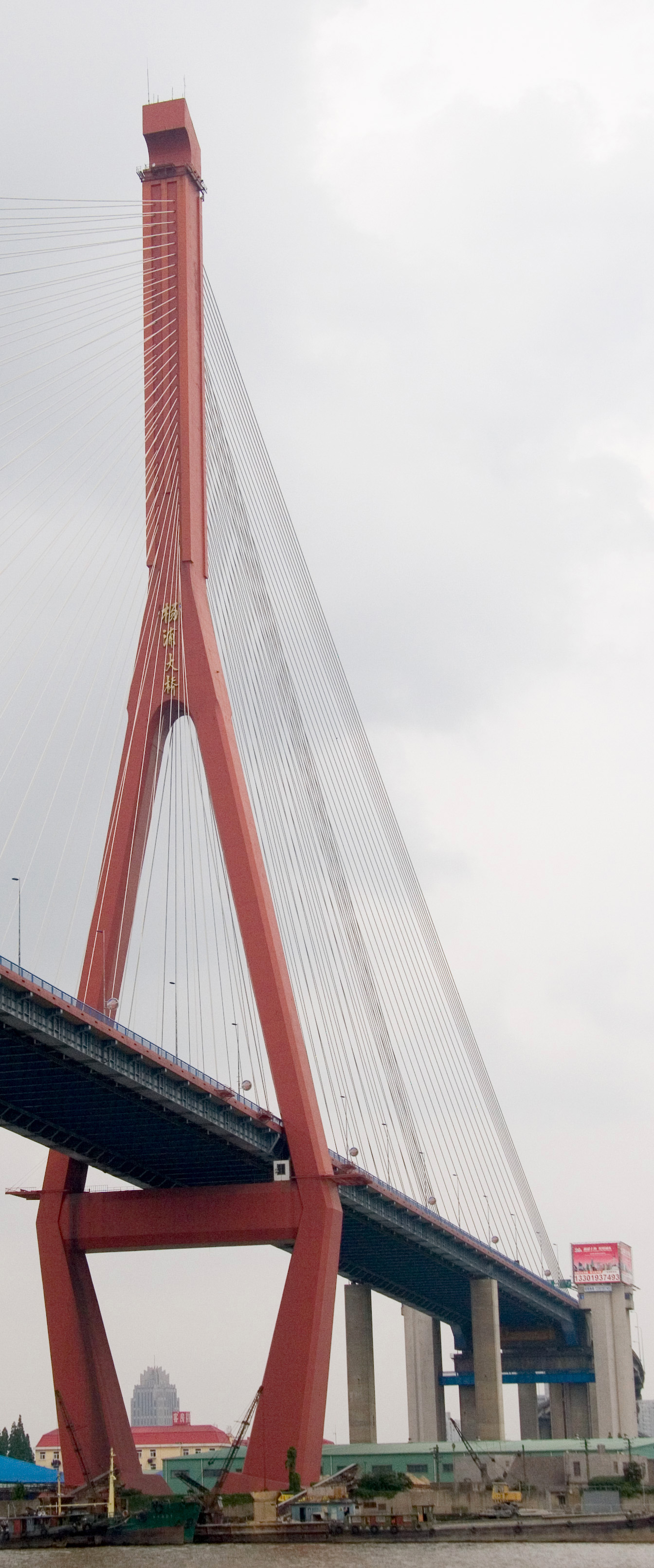
Pylône est
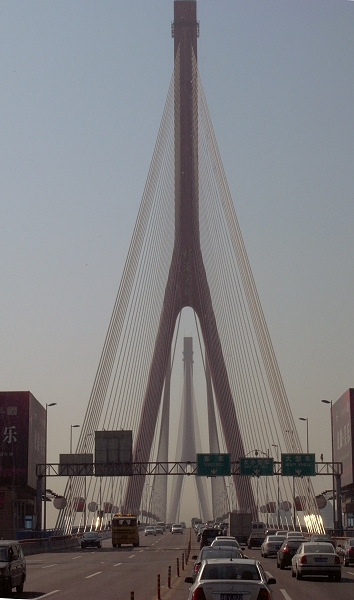
Circulation sur le pont